# FK Panevėžys
Futbolo klubas Panevėžys là một câu lạc bộ bóng đá tương đối mới của Litva, Panevėžys. Chơi trong bộ phận ưu tú kể từ năm 2019.

## Thành tích
A lyga (D1)
2023
Pirma lyga (D2)
2018
Cúp bóng đá Litva 
2020.

## Mùa
| Mùa  | Trình độ | Liga       | Không gian | Liên kết ngoài |
| ---- | -------- | ---------- | ---------- | -------------- |
| 2015 | 2.       | Pirma lyga | 8.         | [ 3 ]          |
| 2016 | 2.       | Pirma lyga | 5.         | [ 4 ]          |
| 2017 | 2.       | Pirma lyga | 10.        | [ 5 ]          |
| 2018 | 2.       | Pirma lyga | 1.         | [ 6 ]          |
| 2019 | 1.       | A lyga     | 5.         | [ 7 ]          |
| 2020 | 1.       | A lyga     | 5.         | [ 8 ]          |
| 2021 | 1.       | A lyga     | 4.         | [ 9 ]          |
| 2022 | 1.       | A lyga     | 3.         | [ 10 ]         |
| 2023 | 2.       | A lyga     | 1.         | [ 11 ]         |
| 2024 | 1.       | A lyga     | 8.         | [ 12 ]         |
| 2025 | 1.       | A lyga     | .          | [ 13 ]         |

## Đội hình hiện tại
Tính đến 08-07-2025
Ghi chú: Quốc kỳ chỉ đội tuyển quốc gia được xác định rõ trong điều lệ tư cách FIFA. Các cầu thủ có thể giữ hơn một quốc tịch ngoài FIFA.
| Số | VT | Quốc gia  | Cầu thủ              |
| -- | -- | --------- | -------------------- |
| 1  | TM | Litva     | Vytautas Černiauskas |
| 2  | HV | Litva     | Linas Klimavičius    |
| 7  | TV | Litva     | Ernestas Veliulis    |
| 11 | TĐ | Nicaragua | Ariagner Smith       |

| Số | VT | Quốc gia | Cầu thủ               |
| -- | -- | -------- | --------------------- |
| 25 | TV | Litva    | Domantas Vaičekauskas |
| 32 | HV | Litva    | Rokas Rasimavičius    |
| 44 | TV | Slovenia | Lovro Grajfoner       |
| 66 | TV | Litva    | Eimantas Dzinga       |
| 88 | TV | Litva    | Žygimantas Baguška    |
| 99 | TĐ | Litva    | Nojus Lukšys          |